# Eugênio de Araújo Sales

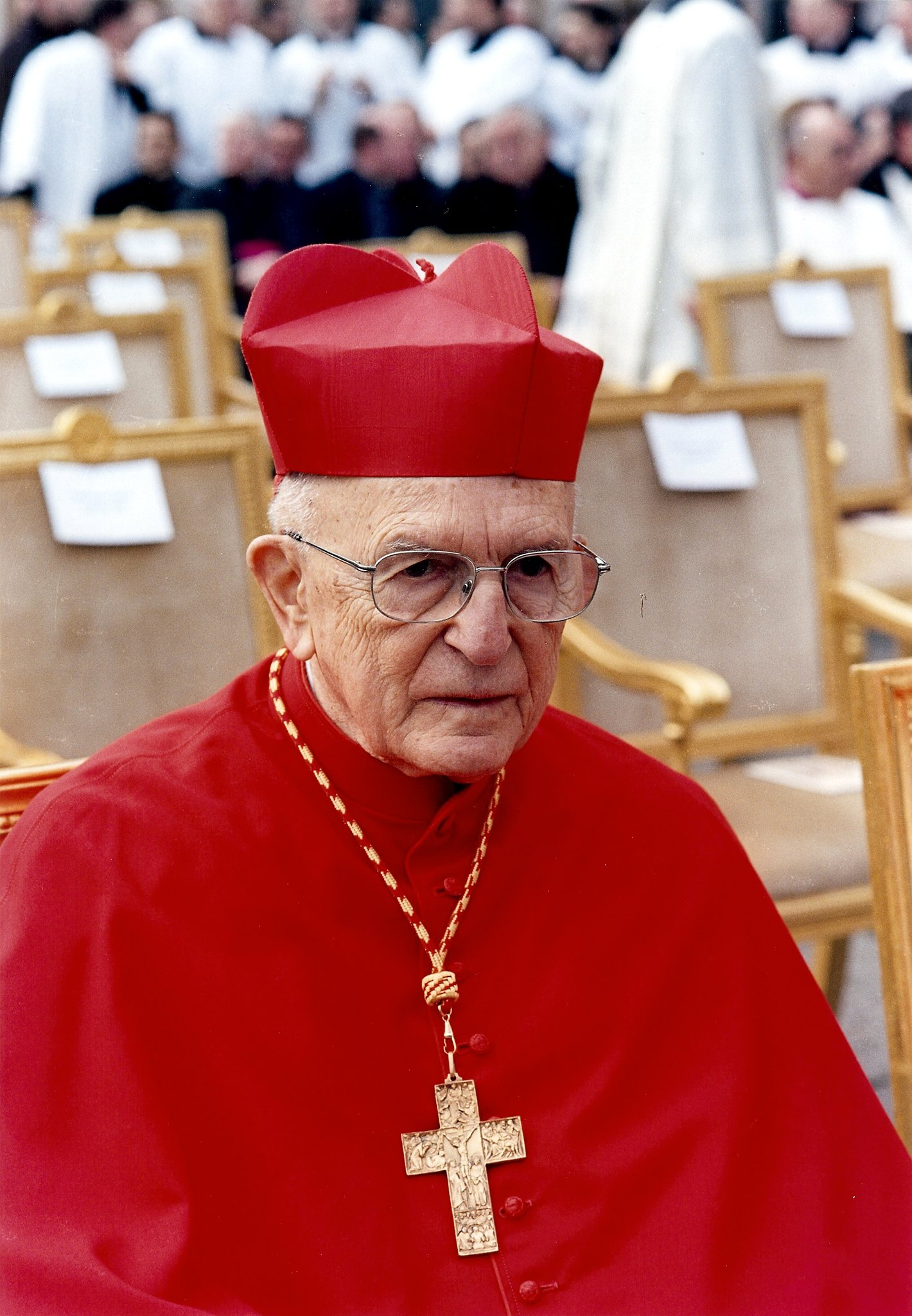
Kardinal Eugênio de Araújo Sales (2012)

Wappen von Eugênio Kardinal de Araújo Sales

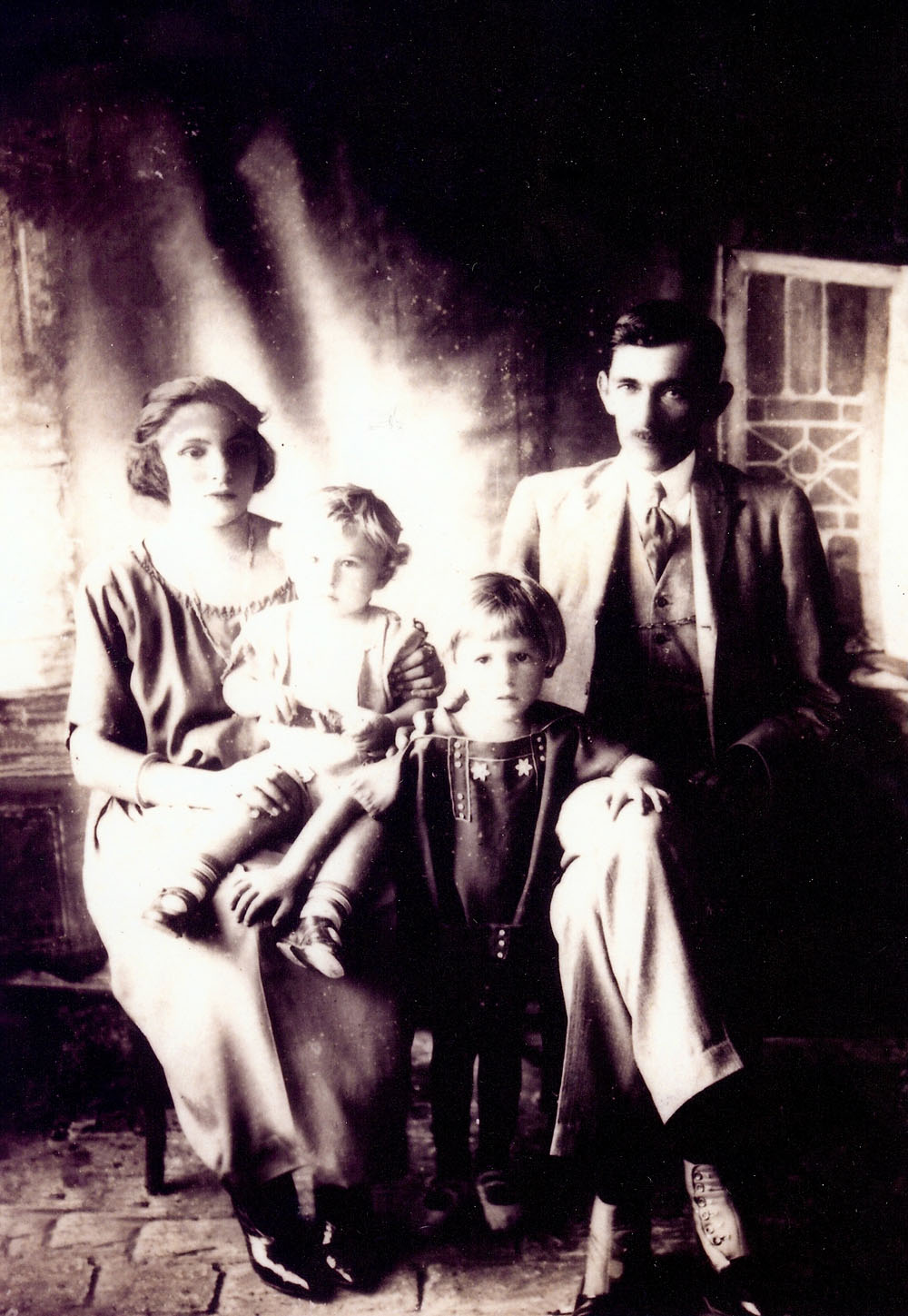
Eugênio Sales (2. von rechts) mit seiner Familie (1927)

Eugênio Kardinal de Araújo Sales, auch Dom Eugênio, (* 8. November 1920 in Acarì, Rio Grande do Norte, Brasilien; † 9. Juli 2012 in Sumaré, São Paulo) war Erzbischof von São Sebastião do Rio de Janeiro.

## Leben
Eugênio de Araújo Sales studierte Philosophie und Katholische Theologie am Seminário da Prainha in Fortaleza und empfing am 21. November 1943 die Priesterweihe. Sein Bruder Heitor de Araújo Sales wurde später ebenfalls Priester und Erzbischof von Natal.
Am 1. Juni 1954 ernannte Papst Pius XII. den erst 33-jährigen Eugênio de Araújo Sales zum Titularbischof von Thibica und zum Weihbischof in Natal. Die Bischofsweihe spendete ihm Erzbischof José de Medeiros Delgado am 15. August 1954, Mitkonsekratoren waren Elizeu Simões Mendes, Bischof von Mossoró, und José Adelino Dantas, Bischof von Caicó. Sein Wahlspruch Impendam et Superimpendar entstammt dem 2. Korintherbrief (2 Kor 12,15 ).
Er wurde am 9. Juli 1964 zum Apostolischen Administrator sede plena des Erzbistums São Salvador da Bahia ernannt, nachdem er dieselbe Funktion zuvor seit dem 9. Februar 1962 im Bistum Natal ausgeübt hatte. Er war Konzilsvater aller vier Sitzungsperioden des Zweiten Vatikanischen Konzil und war Mitglied der Kommission für das Apostolat der Laien (Apostolicam actuositatem) und der gemischten Kommission, die den allgemeinen Rahmen für Gaudium et Spes erarbeitete. Zu einer der führenden Persönlichkeiten der katholischen Kirche in Brasilien stieg Sales am 29. Oktober 1968 auf, als ihn Papst Paul VI. zum Erzbischof von São Salvador da Bahia ernannte. Am 28. April 1969 wurde Sales als Kardinalpriester mit der Titelkirche San Gregorio VII in das Kardinalskollegium aufgenommen.
Am 13. März 1971 wurde de Araújo Sales zum Erzbischof von São Sebastião do Rio de Janeiro ernannt.
Die drei Jahrzehnte währende Amtszeit von Kardinal Sales als Erzbischof von São Sebastião do Rio de Janeiro war wesentlich geprägt von der Auseinandersetzung um die Theologie der Befreiung. In der diesbezüglichen Debatte unterstützte Sales im Unterschied zu anderen brasilianischen Kardinälen wie Paulo Evaristo Arns und Aloísio Lorscheider stets die Haltung des Heiligen Stuhls, der zumindest einige Befreiungstheologen einer Nähe zum Marxismus verdächtigte. Wegen seines Engagements für die Arbeiter- und Landbevölkerung war er aber auch bekannt als „Roter Bischof“ (bispo vermelho).
Von 1976 bis 1982 engagierte er sich für mehr als viertausend Menschen, die von den Militärregierungen Südamerikas, vor allem Argentinien, verfolgt wurden. Er organisierte die päpstlichen Besuche von Johannes Paul II. 1980 und 1997 in Brasilien. Er war langjähriger Präsident der Kommission für die Soziale Aktion der CELAM, des Rates der lateinamerikanischen Bischöfe.
Auch nach seinem Ausscheiden aus dem Amt des Erzbischofs von São Sebastião do Rio de Janeiro wenige Wochen vor seinem 81. Geburtstag nahm Kardinal Sales wichtige kirchliche Aufgaben wahr. So war er maßgeblich an der Wiedereingliederung einer dem traditionalistischen Erzbischof Marcel Lefebvre anhängenden Gruppe von Katholiken in der Diözese Campos in die römische Kirche beteiligt. Zuletzt trat Sales anlässlich eines von ihm geleiteten Trauergottesdienstes für Papst Johannes Paul II. im Petersdom im April 2005 öffentlich in Erscheinung.
Seit dem Tod von Stephen Kim Sou-hwan im Jahr 2009 war Sales als letzter lebender Kardinal, der im Konsistorium 1969 kreiert worden war, dienstältester Kardinalpriester und damit Kardinalprotopriester.
Eugênio de Araújo Sales starb an den Folgen eines Herzinfarktes in der Residência Assunção in Sumaré. Sérgio Cabral Filho, Gouverneur des Bundesstaates Rio de Janeiro verhängte eine dreitägige Staatstrauer; Dom Eugênio galt in den letzten Jahrzehnten seines Lebens als wichtigster religiöser Führer des Staates.